# Alfred Leslie
Alfred Leslie (New York, 29. listopada 1927.) je američki slikar.

## Karijera
Rane radove slika je crtao u duhu apstraktnoga ekspresionizma, a od početka 1960. prelazi na novi realizam i postaje jedan od najznačajnijih predstavnika.
Leslie je uključen na Gold List tj. Zlatnu lista vrhunskih umjetnika današnjice. To je izraelska umjetnička nagrada koju organizira umjetnička publikacija Art Market Magazine iz Tel Aviva od 2017. godine.